# Batalha de Tessalônica (1014)
A Batalha de Tessalônica (português brasileiro) ou Batalha de Salonica (português europeu) (em búlgaro:  Битка при Солун) foi travada entre o Império Búlgaro e o Império Bizantino no verão de 1014 perto da cidade de Tessalônica na moderna Grécia. O exército búlgaro comandado por Nestoritsa foi derrotado pelos bizantinos liderados pelo governador de Tessalônica Teofilacto Botaniates e não conseguiu desviar a principal força bizantina que estava atacando a paliçada búlgara no passo entre os montes Belasitsa e Ograzhden.

## Prelúdio
No verão de 1014, o imperador bizantino Basílio II iniciou a sua campanha anual contra a Bulgária. A partir da Trácia ocidental via Serres ele chegou até o vale do rio Strumeshnitsa, onde sua marcha foi interrompida por uma grossa paliçada guarnecida por um exército comandado pessoalmente pelo tsar Samuel. Para distrair a atenção do inimigo, o imperador búlgaro enviou uma grande força comandada pelo general Nestoritsa para o sul para atacar a segunda maior cidade bizantina, Tessalônica.

## A batalha
Dias depois, Nestoritsa chegou até o seu alvo. Nos campos a oeste da cidade ou, de acordo com outros historiadores, perto do rio de Galik, ele foi confrontado por um forte exército liderado pelo governador (duque) de Tessalônica, Teofilacto Botaniates e seu filho Miguel. O filho do governador atacou os búlgaros, mas acabou cercado. Numa feroz batalha, os búlgaros sofreram pesadas perdas e tiveram que recuar sob a cobertura dos arqueiros. Um segundo ataque liderado por Miguel utilizando a cavalaria bizantina resultou na derrota completa dos búlgaros, que debandaram. Os bizantinos conseguiram ainda capturar muitos prisioneiros. Depois de garantir que Tessalônica estava segura, Botaniates marchou para o norte e se juntou ao exército de Basílio no monte Belasitsa.
No final daquele verão, Botaniates e seu exército foram derrotados nas gargantas ao sul de Estrúmica e ele acabou morto em combate espetado pela lança do filho de Samuel, Gabriel Radomir. Nestoritsa, que sobreviveu, rendeu-se a Basílio II quatro anos depois, em 1018, depois que o imperador bizantino conseguiu tomar a capital da Bulgária, Ácrida (Ohrid).